# Altare maggiore della chiesa di Sant'Alessandro della Croce
L'altare maggiore e comunitario della chiesa di Sant'Alessandro della Croce è opera marmorea risalente all XIX secolo, mentre quello comunitario è il primo sepolcro delle spoglie mortali di sant'Alessandro di Bergamo.

## Storia
La chiesa alessandrina fu rimodernata nel Settecento e la zona presbiteriale fu ampliata. Si considerò quindi che l'altare ligneo, sicuramente di buona fattura del XVI secolo di scuola fantoniana, non era però più consono ai nuovi spazi fu quindi commissionato un nuovo altare che però fu posto solo nel 1830. Richiese due interventi: fu disegnato dell'architetto Giacomo Tomilli e realizzato da tal Cocchi, alcune delle statue che lo ornano furono realizzate da Gaetano Matteo Monti, i quattro evangelisti furono realizzati da Abbondio Sangiorgio e da Giovanni Maria Benzoni.

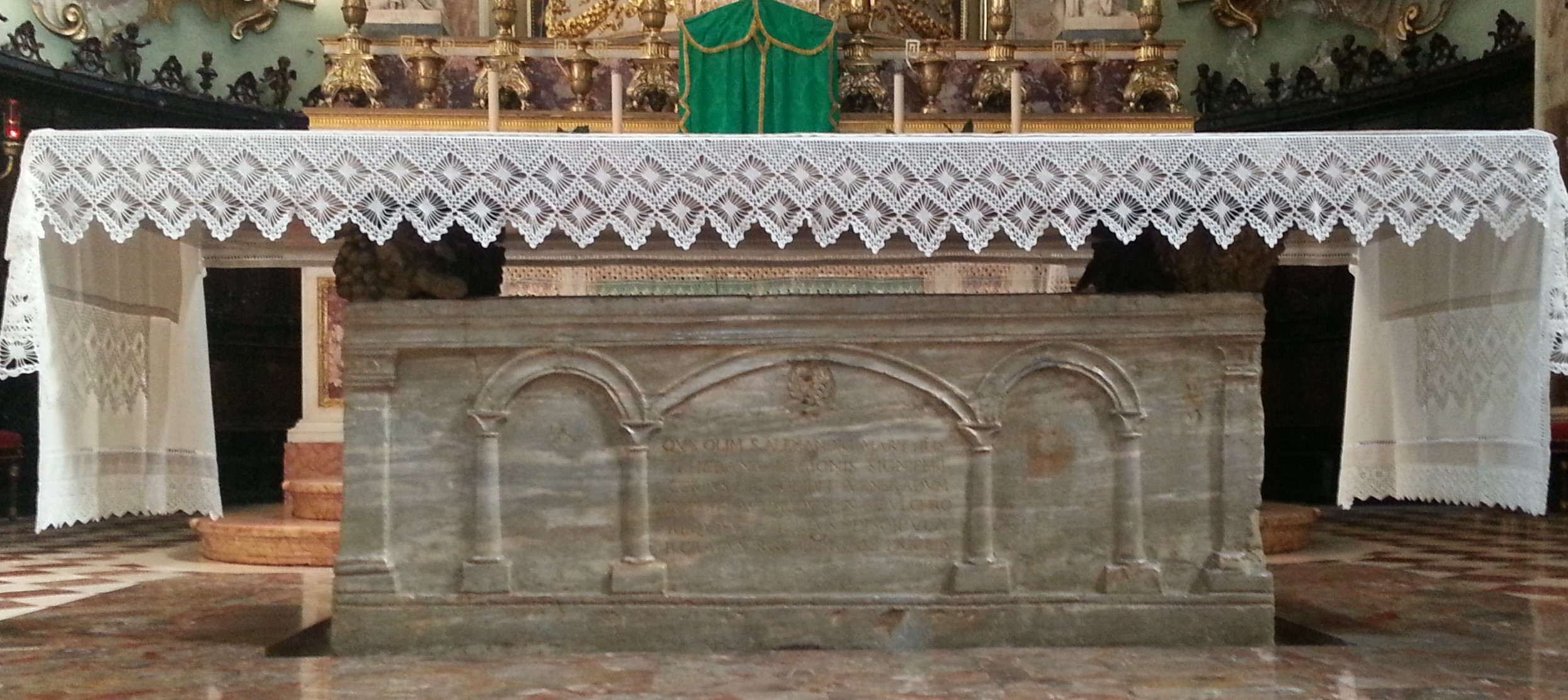
Altare - chiesa di Sant'Alessandro della Croce

## Descrizione
L'altare maggiore, in forma neoclassica, non ha dimensioni eccessive per permettere la visione della tela posta nel coro di Antonio Cifrondi raffigurante il Martirio di sant'Alessandro, titolare della chiesa.
Tre scalini in marmo rosso di Verona, compongono la parte inferiore, che si presenta nella forma tradizionale sviluppandosi in altezza per permettere la collocazione dei candelieri, dei portapalme, nonché dei busti di santi che ospitano le reliquie di alcuni martiri cristiani. L'altare è in marmo di Carrara e presenta specchiature e decori con lapislazzuli e fregi in bronzo dorato. Il tabernacolo ospita quattro tondi dorati raffiguranti gli evangelisti e culmina con le due statue di san Pietro e san Paolo opere marmoree di Gaetano Matteo Monti realizzate nel 1840.
La parte superiore ospita il tempietto in marmo bianco di Carrara semicircolare. Sei colonnine scanalate con capitelli corinzi reggono la cupoletta emisferica con copertura a squame di pesce dorate coronata con la statua di sant'Alessandro che regge il vessillo. Quattro statue raffiguranti gli evangelisti sono poste nella parte inferiore, ospitate all'interno del tempietto. Questa parte pur non avendo particolare importanza artistica aveva la funzione di esaltare il mistero eucaristico.

### Altare comunitario
Per rispondere all'adeguamento liturgico delle chiese, fu inserito nella zona presbiteriale l'altare rivolto verso l'aula. La scelta, particolarmente interessante, cadde sull'antica arca funeraria che aveva ospitato la salma di sant'Alessandro dopo il suo martirio, e successivamente di santa Grata, entrambi furono poi traslati nelle chiese poste nella parte alta cittadina, mentre l'arca fu posta nel chiesa di Sant'Alessandro e Vincenzo e successivamente nella chiesa di Santa Grata in Columnellis. L'arca fu rimossa nel 1615 per ordine del vescovo Giovanni Emo, la scritta presenta sulla parte frontale fu incisa probabilmente in questa occasione.  Con le soppressioni napoleoniche e la repubblica Cisalpina, il monumento si trovò all'attenzione dell'allora curato Conti di sant'Alessandro della Croce che pensò di recuperarlo, diventando monumento nazionale, e poi altare.
L'arca è monolitica, presenta una decorazione molto semplice, semicolonne che reggono due archi a sesto acuto e uno a sesto ribassato. Centrale un'iscrizione settecentesca riportante l'informazione storica d'essere stato luogo di sepoltura del santo martire titolare. Per permettere la posa della mensa all'altezza richiesta sono stati inseriti quattro fusioni bronzee raffiguranti grappoli d'uva e covoni di frumento, simboli dell'eucaristia realizzati da Luigi Ghidotti. Gli arredi del presbiterio sono completati dall'ambone sempre del Ghidotti a forma di palma del martirio, in riferimento al santo decollato. La parte termina con il coro in noce composto da 27 stalli, eseguito e posizionato nel 1612 per volontà della confraternita del Santissimo Sacramento. Veniva usato durante le funzioni importanti e durante la lettura dei vespri giornaliera, dai quindi sacerdoti e quattro chierici presenti nella chiesa alessandrina nel XVIII secolo.